# Регистарске ознаке у Словачкој
Регистарске таблице у Словачкој (слч. EČV, evidenčné číslo vozidla) се од 1997. издају у форми XX-NNNYY где XX представља код округа, NNN три насумична броја а YY два насумична слова.
Након уласка Словачке у Европску унију у мају 2004. постојала су два облика регистарских таблица - са грбом Словачке и са заставом Европске уније.
Од 1. јуна 2006. постоје три облика таблица. Поред претходна два уведене су и таблице које имају заставу ЕУ али и грб уместо цртице у оквиру таблице.
Почев од 1. јануара 2023. године, на свим новоиздатим регистарским таблицама се више неће приказивати ознака округа, иако форма таблица остаје иста (што значи да ће у овом систему прва таблица бити AA-001AA. Серије које изгледају исто као кодови округа се прескачу (нпр. после AZ следи BC). Старе таблице остају да важе док се возило не дерегиструје.

## Облици
Пре 1997. се користила форма XX-NNNN или XXY-NNNN. Из употребе су повучене од 1. јануара 2005.

| Скраћеница             | Подручје регистрације |
| ---------------------- | --------------------- |
| BA, BD, BE, BI, BL, BT | Братислава            |
| BB, BC, BK             | Банска Бистрица       |
| BJ                     | Бардјејов             |
| BN                     | Бановце на Бебрави    |
| BR                     | Брезно                |
| BS                     | Банска Штјавњица      |
| BY                     | Битча                 |
| CA                     | Чадца                 |
| DK                     | Долни Кубин           |
| DS                     | Дунајска Стреда       |
| DT                     | Дјетва                |
| GA                     | Галанта               |
| GL                     | Гелњица               |
| HC                     | Хлоховец              |
| HE                     | Хумење                |
| IL                     | Илава                 |
| KA                     | Крупина               |
| KE, KC, KI             | Кошице                |
| KK                     | Кежмарок              |
| KM                     | Кисуцке Нове Место    |
| KN                     | Коморан               |
| KS                     | Кошице-околина        |
| LC                     | Лучењец               |
| LE                     | Љевоча                |
| LM                     | Липтовски Микулаш     |
| LV                     | Љевице                |
| MA                     | Малацки               |
| MI                     | Михаловце             |
| ML                     | Медзилаборце          |
| MT                     | Мартин                |
| MY                     | Мијава                |
| NR, NI, NT             | Њитра                 |
| NM                     | Ново Место на Ваху    |
| NO                     | Наместово             |
| NZ                     | Нове Замки            |
| PB                     | Повашка Бистрица      |
| PD                     | Прјевидза             |
| PE                     | Партизанске           |
| PK                     | Пезинок               |
| PN                     | Пјештјани             |
| PO, PV, PS             | Прешов                |
| PP                     | Попрад                |
| PT                     | Полтар                |
| PU                     | Пухов                 |
| RA                     | Ревуца                |
| RK                     | Ружомберок            |
| RS                     | Римавска Собота       |
| RV                     | Рожњава               |
| SA                     | Шаља                  |
| SB                     | Сабинов               |
| SC                     | Сењец                 |
| SE                     | Сењица                |
| SI                     | Скалица               |
| SK                     | Свидњик               |
| SL                     | Стара Љубовња         |
| SN                     | Спишка Нова Вес       |
| SO                     | Собранце              |
| SP                     | Стропков              |
| SV                     | Сњина                 |
| TT, TA, TB             | Трнава                |
| TN, TC, TE             | Тренчин               |
| TO                     | Топољчани             |
| TR                     | Турчјанске Тјеплице   |
| TS                     | Тврдошин              |
| TV                     | Требишов              |
| VK                     | Вељки Кртиш           |
| VT                     | Вранов на Топлој      |
| ZA, ZI, ZL             | Жилина                |
| ZC                     | Жарновица             |
| ZH                     | Жјар на Хрону         |
| ZM                     | Злате Моравце         |
| ZV                     | Звољен                |